# Шихи, Тим (политик)
Тимоти Патрик Шихи (англ. Timothy Patrick Sheehy; род. 18 ноября 1985, Рамси, Миннесота) — американский политик, член Республиканской партии, сенатор США от штата Монтана (с 2025).

## Биография
В 2004 году окончил частную школу в агломерации Миннеаполис — Сент-Пол, окончил Военно-морскую академию США. Служил в спецподразделении SEAL, имеет ранения и награды. В 2014 году приехал в Монтану и поселился в окрестностях города Бозмен. Учредил частную авиакомпанию по борьбе с лесными пожарами Bridger Aerospace.
В 2023 году Шихи опубликовал воспоминания об участии в специальных операциях на территории Ирака и Афганистана под названием Mudslingers: A True Story of Aerial Firefighting («Грязнули: правдивая история авиационного пожаротушения»). По результатам журналистских расследований ряд изданий пришли к выводу, что автор не предоставил рукопись в Управление Министерства обороны по предварительному изучению публикаций с целью обеспечения безопасности (Office of Prepublication and Security Review, DOPSR).
В 2024 году начал кампанию по избранию в Сенат США, получая в её ходе личную поддержку кандидата в президенты США, бывшего президента Дональда Трампа.
5 ноября 2024 года победил на выборах в Сенат США от Монтаны обладателя мандата в течение трёх сроков полномочий, демократа Джона Тестера с результатом 52,6 %.